# Selim Yaşar
Selim Yaşar, właściwie Kałoj Mikaiłowicz Kartojew (ros. Калой Микаилович Картоев; ur. 20 lutego 1990) – rosyjski, a od 2014 roku turecki zapaśnik inguskiego pochodzenia walczący w stylu wolnym. Srebrny medalista olimpijski w Rio de Janeiro 2016 w kategorii 86 kg. Dwukrotny medalista mistrzostw świata, srebro w 2015. Brązowy medalista mistrzostw Europy w 2017 roku, a w 2016 roku zajął ósme miejsce. Wicemistrz igrzysk Solidarności Islamskiej w 2017. Czwarty w Pucharze Świata w 2017 i ósmy w 2016. Mistrz świata juniorów w 2009 i Europy w 2010 roku.